# 鄠邑区

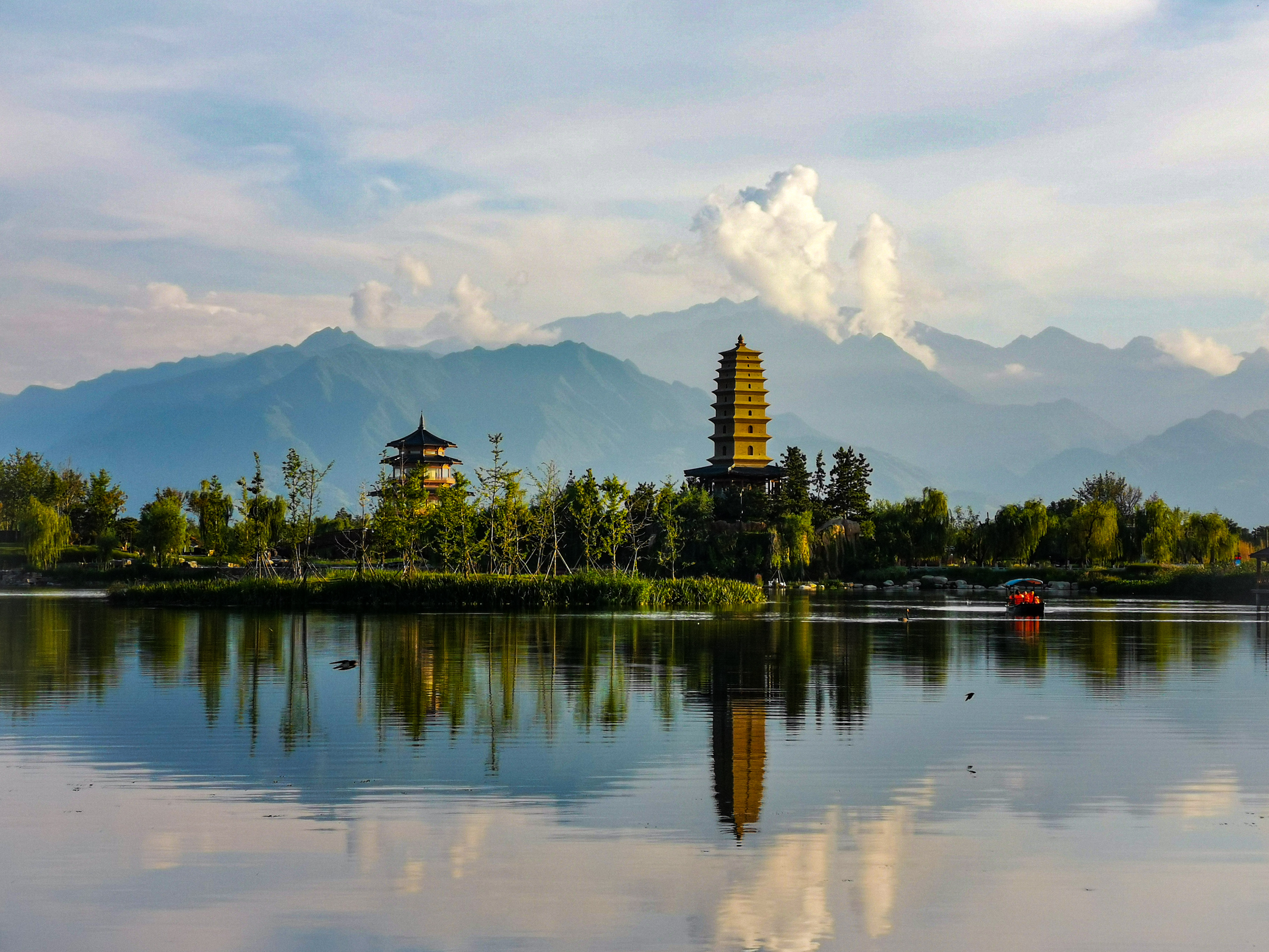
渼陂湖

鄠邑区，原名鄠县，1964年曾更名為户县，位於中华人民共和国陕西省中部，西安市西南部，是西安市市轄區，2016年撤县改区。鄠邑区位于关中平原中部，秦岭北麓、渭河南岸，东接长安区、西连周至县。区域总面积为1282平方公里，常住总人口約46万人。区人民政府駐甘亭街道。

## 历史沿革
公元前21世纪至前16世纪，夏朝为“有扈氏”部落。这是鄠邑区建置最早的方国，也是“鄠邑区”地名的由来，夏朝的重要事件甘之戰和甘誓都發生在鄠邑区附近。商时设“崇国”；周时，作“丰邑”；秦代改“扈”为“鄠”；西汉时设“鄠县”。历代延续。1964年9月10日，因鄠字生僻，经国务院批准，将“鄠县”更名为“户县”。原隶属于咸阳地区行政公署。二十世纪八十年代初，同周至县一起，划归西安市管辖。2016年11月24日，国务院批复同意户县撤县改区，恢复鄠字，设立西安市鄠邑区，以原户县的行政区域为鄠邑区的行政区域，鄠邑区人民政府驻甘亭街道东街7号。2017年9月9日，鄠邑区举行撤县设区揭牌仪式。

## 气候与资源
鄠邑区属暖热带半湿润大陆性季风气候区，四季冷暖干湿分明，光、热、水资源丰富。是农业生产和多种经营的好地区。区境内有36条大小河流，均源出秦岭北麓，出山后汇成涝河、新河、太平河、高冠河四大水系、分布全区，贯通南北，涝河北流入渭河，其余三大水系汇入沣河。
肥沃的土地是鄠邑区的资源，耕地总面积55万亩，林地面积52.4万亩，木材蓄积量311万立方米。鄠邑区已发现矿藏地及矿藏线索30余处，以大理石储量最大。鄠邑区水资源相对丰富，秦岭山前地带地下300—500米深处还有40度左右的热水。野生动物种类丰富，其中包括属国家一级保护动物的羚牛，属国家二级保护动物的长尾雉。药材有340种，药用价值和产量大的有菖蒲、乌药、柴胡、天麻、金银花、贝母、五味子等，鄠邑区是陕西省乌药主产地之一。
| 鄠邑(1981−2010)      | 鄠邑(1981−2010) | 鄠邑(1981−2010) | 鄠邑(1981−2010) | 鄠邑(1981−2010) | 鄠邑(1981−2010) | 鄠邑(1981−2010) | 鄠邑(1981−2010) | 鄠邑(1981−2010) | 鄠邑(1981−2010) | 鄠邑(1981−2010) | 鄠邑(1981−2010) | 鄠邑(1981−2010) | 鄠邑(1981−2010) |
| 月份                 | 1月             | 2月             | 3月             | 4月             | 5月             | 6月             | 7月             | 8月             | 9月             | 10月            | 11月            | 12月            | 全年            |
| -------------------- | --------------- | --------------- | --------------- | --------------- | --------------- | --------------- | --------------- | --------------- | --------------- | --------------- | --------------- | --------------- | --------------- |
| 平均高温 °C（°F）    | 5.3 (41.5)      | 9.0 (48.2)      | 14.5 (58.1)     | 21.3 (70.3)     | 26.7 (80.1)     | 31.5 (88.7)     | 32.1 (89.8)     | 30.0 (86.0)     | 25.2 (77.4)     | 19.3 (66.7)     | 12.8 (55.0)     | 6.8 (44.2)      | 19.5 (67.2)     |
| 日均气温 °C（°F）    | 0.4 (32.7)      | 3.9 (39.0)      | 8.9 (48.0)      | 15.4 (59.7)     | 20.6 (69.1)     | 25.2 (77.4)     | 26.8 (80.2)     | 25.0 (77.0)     | 20.2 (68.4)     | 14.3 (57.7)     | 7.6 (45.7)      | 1.8 (35.2)      | 14.2 (57.5)     |
| 平均低温 °C（°F）    | −2.9 (26.8)     | 0.2 (32.4)      | 4.6 (40.3)      | 10.4 (50.7)     | 15.3 (59.5)     | 19.9 (67.8)     | 22.4 (72.3)     | 21.1 (70.0)     | 16.6 (61.9)     | 10.8 (51.4)     | 3.9 (39.0)      | −1.6 (29.1)     | 10.1 (50.1)     |
| 平均降水量 mm（）    | 6.7 (0.26)      | 12.8 (0.50)     | 30.9 (1.22)     | 42.4 (1.67)     | 57.9 (2.28)     | 76.9 (3.03)     | 108.1 (4.26)    | 97.2 (3.83)     | 112.0 (4.41)    | 67.2 (2.65)     | 23.3 (0.92)     | 6.1 (0.24)      | 641.5 (25.27)   |
| 平均相對濕度（％）   | 66              | 65              | 66              | 66              | 65              | 61              | 70              | 76              | 79              | 77              | 73              | 68              | 69              |
| 来源：中国气象数据网 |                 |                 |                 |                 |                 |                 |                 |                 |                 |                 |                 |                 |                 |

## 行政区划
鄠邑区下辖8个街道办事处、6个镇：
甘亭街道、余下街道、玉蝉街道、五竹街道、大王街道、秦渡街道、草堂街道、庞光街道、祖庵镇、蒋村镇、涝店镇、甘河镇、石井镇和渭丰镇。

## 人口
西安市第七次全国人口普查主要数据公报显示：鄠邑区常住人口为459417人，男性人口占比52.37%，女性人口占比47.63%，年龄结构中0-14岁占比14.29%，15-59岁占比64.89%，60岁以上占比20.82%，65岁以上占比14.46%。
全区总人口近57万，其中农业人口47万人，占总人口的84%。民族，以汉族为主，还有回、满等16个少数民族千余。

## 文化
鄠邑区历史悠久，文化氛围浓郁。这里有世界上最早、规模最宏大的汉代“国家铸币厂”——钟官城遗址；世界最早的天文台金峰寺，埋藏唐玄奘法师遗骨的紫阁寺。还有草堂寺、重阳宫、公输堂等古迹。高冠瀑布、紫阁峪更是留下了李白、杜甫等大诗人的名篇佳作。
自1970年代以来，鄠邑区以其秀美的山川景色和良好的人文环境，孕育出了名闻遐迩的“户县农民画”。并涌现出了一大批诸如李凤兰、潘晓玲等著名农民画家；而鄠邑区，也以农民画乡而饮誉海内外。

## 交通
- 铁路：西户铁路西成客运专线：鄠邑站
- 公路： 344国道过境。
- 高速公路： 京昆高速公路包括西汉高速公路

## 经济发展
直到1950年代，鄠邑区才开展了大规模的工业建设。1970年代中后期，在时任中共户县县委书记苏耀先的领导下，户县展开了大规模的“园田化”建设。新修并拓宽道路、绿化街道、打建饮水设施等。目前鄠邑区已经形成了以制药、造纸、化工、电力、建材、机械制造、农副产品加工、工艺铸造等为基础的较为完备的工业产业体系。

## 健康卫生
原户县为流行性出血热的传统疫区，该区出血热病例报告与其他地方相比较多。1956年出现首例病人后，疫区不断扩大，涉及全县所有乡镇。在1974年秋冬户县宋村等地就爆发过出血热，短短几个月累计284人发病，仅宋村就死亡20个壮劳力。在1970~80年代，这里的冬春季流行性出血热发病率高，伤亡也重。2010年统计发病282例，死亡6例，发病率48.34/10万，病死率2.13%。

## 特产
户县葡萄、户县黄酒：中国地理标志产品。